# Dariusz Brzozowski
Dariusz Brzozowski (Nowy Dwór Mazowiecki, Polonia; 30 de enero de 1980), más conocido como Daray, es un percusionista polaco de rock y heavy metal. Es también el cofundador del grupo de black metal Vesania y la banda de death metal Masachist. Entre 2004 y 2008 fue el baterista del grupo Vader. Desde 2008 forma parte de las bandas Black River y Dimmu Borgir, y desde 2009 de la banda de rock Hunter.
Brzozowski también trabajó en bandas como Neolithic, Pyorrhoea, Insidious Disease, Faust, Crystal Abyss y Crionics. Desde 2005 cuenta con la colaboración de Adam Sierżęga, exbaterista de Lost Soul, como técnico personal. Junto a Vader fue nominado a los premios polacos Fryderyk en la categoría de mejor álbum de metal por The Beast (2004) e Impressions in Blood (2006). En 2009 la revista Topdrummer le nombró mejor baterista de rock-metal.

## Bandas
- Vesania (1997-actualidad)
- Pyorrhoea (2001-2004)
- Neolithic (2003-2006)
- Azarath (2003)
- Vader (2004-2008)
- Crionics (2005)
- Masachist (2006-actualidad)
- Black River (2008-actualidad)
- Dimmu Borgir (2008-actualidad)
- Hunter (2009-actualidad)
- Insidious Disease (2009)
- Faust (2008-actualidad)
- Crystal Abyss (2009)

## Biografía

### 1994-2004

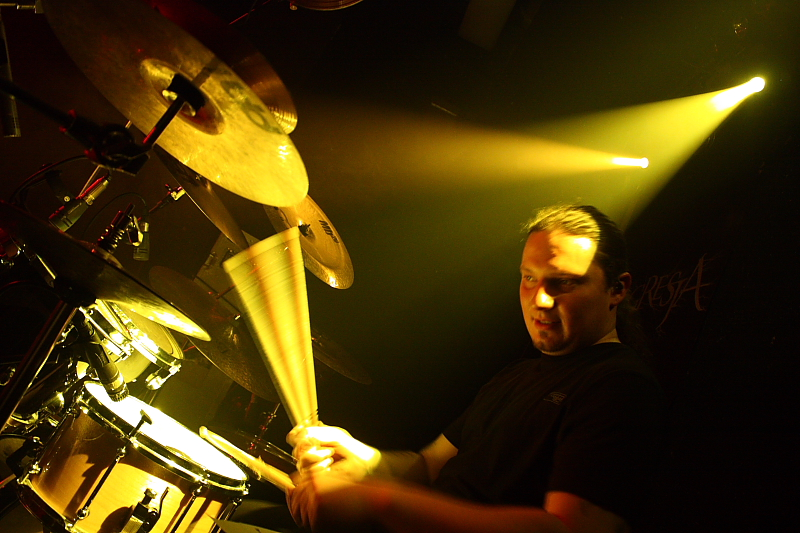
Dariusz Brzozowski en un concierto de Hunter en Varsovia, el 26 de abril de 2009.

Brzozowski comenzó a tocar la batería a la edad de 14 años, pero su primer instrumento musical fue la guitarra. En el año 1997 Brzozowski fundó la banda Vesania junto al guitarrista Tomaszem "Orion" Wróblewskim y el bajista Filipem "Heinrichem" Hałuchą. Entre 2001 y 2002 la banda grabó su álbum debut en los estudios Selani, Firefrost Arcanum, que fue publicado en 2003 por Empire Records en Europa y por Crash Music en Estados Unidos.
En 2005 Vesania publicó su segundo álbum, God The Lux. Las grabaciones se realizaron en los estudios Hendrix (Lublin) con la producción de Arkadiuszem "Maltą" Malczewskim y la mezcla de Wojciech y Sławomir Wiesławscy. El álbum fue publicado por Empire Records en Polonia y por Napalm Records en el resto del mundo. En enero de 2008, Mystic Production publicó el tercer álbum de estudio de Vesania, Distractive Killusions.
En 2003 Brzozowski se unió a la banda Neolithic. Al año siguiente grabaron el EP Team 666 que fue publicado por Empire Records. Neolithic se separó en 2006 y los miembros de la banda fundaron Black River.

### 2004-2008
En 2004 se unió como músico de sesión a la banda de death metal Vader, sustituyendo al lesionado Krzysztof Raczkowski. Brzozowski comentó sobre sus inicios con Vader: 

Cuando me enteré de la proposición de Peter (vocalista de Vader), accedí inmediatamente. No me lo podía creer, fue un gran shock para mí. Es realmente un sueño hecho realidad.

Ese mismo año grabó con Vader el álbum The Beast, publicado por Metal Blade Records. Un año más tarde, Brzozowski se convirtió en miembro oficial del grupo y grabó con ellos el EP The Art of War, dedicado a la memoria del fallecido Christopher Raczkowski. En 2006, Vader grabó otro álbum, titulado Impressions in Blood, y publicado por Regain Records. Este disco fue nominado al premio Fryderyk, en la categoría de mejor álbum de metal.
En agosto de 2008, poco después del concierto por el 25 aniversario de Vader, Brzozowski y el guitarrista Maurice Stefanowicz dejaron la banda. Poco después se unió al grupo noruego de black metal Dimmu Borgir.
En 2006 junto al guitarrista Mariuszem Domoradzkim, un exmiembro de Yattering, fundó el grupo Masachist. Su álbum debut, Death March Fury, fue publicado en 2009 Witching Hour Productions.

### 2008-actualidad

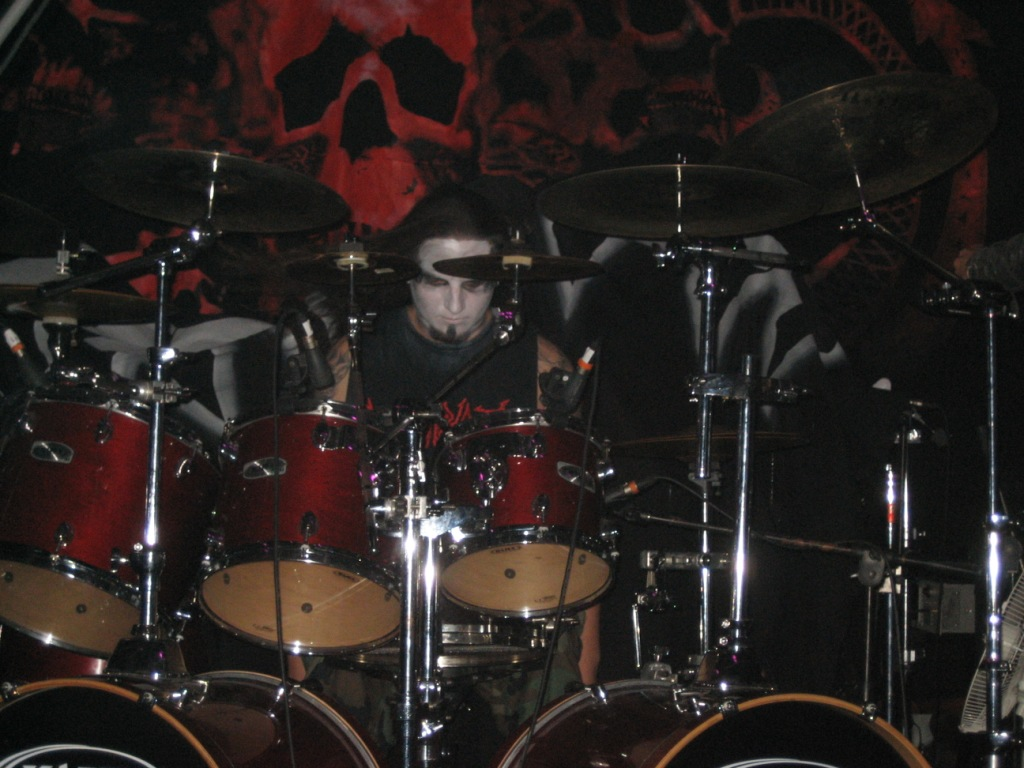
Dariusz Brzozowski en un concierto con Vesania el 23 de septiembre de 2006.

En el año 2008 Brzozowski recibió la invitación de Piotra Wtulicha de unirse como batería a la banda Black River. Ese mismo año Mystic Production publicó su álbum homónimo de debut. En 2009, el álbum recibió una nominación a los premios de la industria fonográfica polaca Fryderyk, en la categoría de mejor álbum de metal. 
En otoño de 2008, Brzozowski fue el batería de la banda noruega de black metal Dimmu Borgir durante el tour Blackest of the Black. El guitarrista Silenoz opinó sobre Daray: 

Quiero decir que todas las puertas están abiertas, pero por el momento nuestra relación, tanto musical como personal con Daray es muy buena. Sería una sorpresa para mí si no fuera él quien grabara nuestro próximo álbum.

El 8 de enero de 2009 Brzozowski se unió al grupo Hunter, sustituyendo a Grzegorza "Brooza" Sławińskiego. La banda grabó el álbum HellWood, que fue publicado el 14 de abril de 2009 por la discográfica Mystic Production. Para promocionarlo, se realizó un videoclip para la canción «Labirynt Fauna» dirigido por Dariusza Szermanowicza.

## Discografía
| Vesania - Reh (demo, 1998) - Promo 1999 (demo, 1999) - Wrath ov the Gods/Moonastray (2002, split con Black Altar) - Firefrost Arcanum (2003) - God the Lux (2005) - Distractive Killusions (2008) - Rage of Reason (single, 2008) Pyorrhoea - Pyorrhoea Promo (2002) - Desire for Torment (2004) Neolithic - Team 666 (2003) Masachist - Death March Fury (2009) Faust - From Glory to Infinity (2009) | Vader - Beware the Beast (2004, single) - The Beast (2004) - The Art of War (2005, minialbum) - Impressions in Blood (2006) - The Upcoming Chaos (2008) - V.666 (2008, single) - Lead Us!!! (2008) - XXV (2008) Black River - Black River (2008) - Black'n'Roll (2009) Hunter - HellWood (2009) - XXV lat później (2011) Dimmu Borgir - Abrahadabra (2010) |

## Instrumentación

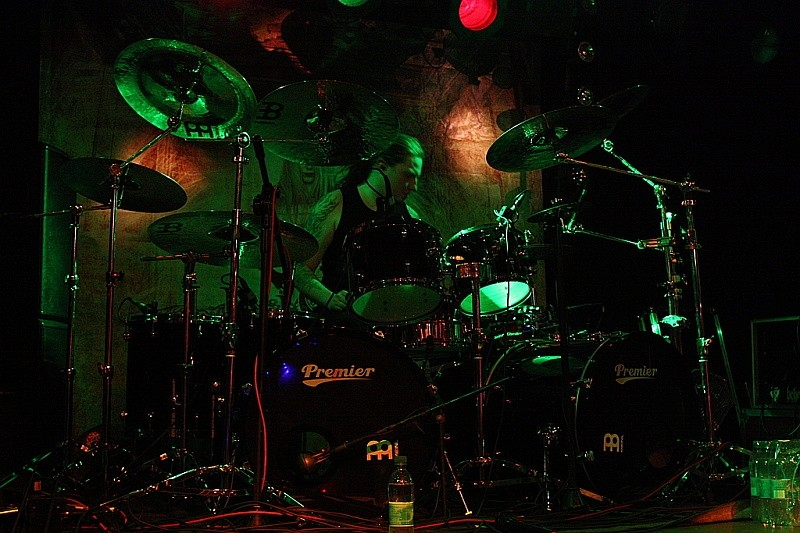
Dariusz Brzozowski en concierto con Black River, en Lublín, el 10 de diciembre de 2008.

Desde el año 2007, Brzozowski utiliza baterías Premier, modelo Maple Classic, mientras que desde 2008 usa platillos Meinl. Anteriormente usaba baterías Tama, modelo Starclassic y platillos Alchemy Professional. Durante las sesiones de grabación del álbum The Beast de Vader usó baterías Yamaha, modelo Maple Custom.
| Platillos Meinl - 13 cali Byzance Brilliant Fast Hi-hat - 14 cali Byzance Brilliant Fast Hi-hat - 17 cali Mb20 Heavy Crash - 18 cali Mb20 Heavy Crash - 19 cali Mb20 Heavy Crash - 22 cale Mb20 Heavy Bell Ride - 18 cali Mb20 Rock China - 20 cali Mb20 Rock China - 18 cali Soundcaster Coustom China - 10 cali Generation X Filter China - 12 cali Generation X Filter China - 14 cali Generation X Filter China | Premier Drums Maple Classic - 22" x 18" Bass Drum - 22" x 18" Bass Drum - 10" x 8" Tom Tom - 12" x 9" Tom Tom - 14" x 11" Tom Tom - 16" x 13" Tom Tom - 14" x 7" Hammered Brass Snare Drum - 13" x 5.5" Hammered Brass Snare Drum Axis Percussions - Axis A Longboards Baquetas - OSCA O4D |

## Premios y distinciones

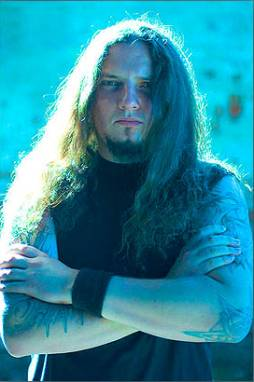
Dariusz Brzozowski en 2005 en la sesión fotográfica del miniálbum The Art of War de Vader.

| Fryderyki | Fryderyki                    | Fryderyki        | Fryderyki | Fryderyki |
| Año       | Álbum                        | Categoría        | Resultado |           |
| --------- | ---------------------------- | ---------------- | --------- | --------- |
| 2004      | Vader - The Beast            | álbum rock-metal | Nominado  |           |
| 2006      | Vader - Impressions in Blood | álbum rock-metal | Nominado  |           |
| 2008      | Black River - Black River    | álbum rock-metal | Nominado  |           |

| Otros premios y reconocimientos | Otros premios y reconocimientos | Otros premios y reconocimientos | Otros premios y reconocimientos | Otros premios y reconocimientos |
| Año                             | Categoría                       | Álbum                           | Categoría                       | Resultado                       |
| ------------------------------- | ------------------------------- | ------------------------------- | ------------------------------- | ------------------------------- |
| 2009                            | mejor batería                   | -                               | Revista Top Drummer             | Ganador                         |
| 2009                            | álbum de rock de 2008           | Black River - Black River       | Revista Antyradia               | Nominado                        |